# الذهبانية
الذهبانية هو الاسم القديم لقرية عين العروس في الجزيرة السورية. وقد ورد ذكرها كثيرا في المصادر والمراجع التاريخية من بينها معجم البلدان لياقوت الحموي, حيث قال: «عين الذهبانية هي عين ماء ينبع منها نهر البليخ من عدة عيون اعظمها عين الذهبانية». وفيها مقام يزار له وينذر, (ويعتقد انه للنبي إبراهيم الخليل ) .